# Иньоню
Иньоню (на турски: İnönü) е община и околия във вилает Ескишехир, Турция. Площта му е 345 km2, а населението – 6173 души (2022). Намира се на 840 m надморска височина.
Иньоню има стратегическо местоположение на железопътната линия Истанбул – Ескишехир и магистралата Бозююк – Кютахия. Градът също така е домакин на производствената база за камиони на Ford Otosan.

## История
По време на западния фронт (известен също като Гръцко-турската война (1919 – 22) от Турската война за независимост през 1921 г. близо до града се водят първата и втората битка при Иньоню между турските и гръцките сили. Битките са кръстени на града, а Исмет Иньоню, турският командващ офицер по време на битките и бъдещ президент и министър-председател на Турция, получава фамилията Иньоню за заслуги по време на битките.
Преди да стане самостоятелна околия през 1987 г., Иньоню е последователно част от околия Сьогют на вилает Беледжик (от 1922 г. до 1926 г.), от околия Бозююк (от 1926 г. до 1963 г.) и централна околия на вилает Ескишехир (от 1963 г.). Иньоню е център на общината до 1987 г.